# Glufișevo, Sliven
Glufișevo (în bulgară Глуфишево) este un sat în comuna Sliven, regiunea Sliven,  Bulgaria. 

## Demografie
Componența etnică a satului Glufișevo
     Romi (34,9%)
     Bulgari (43,2%)
     Nicio identificare (21,88%)
     Altele (0%)
La recensământul din 2011, populația satului Glufișevo era de 699 locuitori. Nu există o etnie majoritară, locuitorii fiind bulgari (43,2%) și romi (34,9%). Pentru 21,88% din locuitori nu este cunoscută apartenența etnică.